# Boréon
Le Boréon est un torrent de montagne dans les Alpes, en France. Il coule dans le massif du Mercantour-Argentera, dans le département des Alpes-Maritimes. C'est un affluent de la Vésubie, elle-même affluent du Var.

## Cours
Le Boréon prend sa source au lac des Sagnes à une altitude de 2 200 m, non loin de la frontière italienne. Son cours, d'une longueur de 13 km, reste sur le territoire de la commune de Saint-Martin-Vésubie où il finit par rejoindre la Vésubie (sur la rive droite de celle-ci) au sud du village.
Son parcours, de pente très forte (environ 13%) en amont du lac de rétention du Boréon, à forte (environ 6%) en aval du lac, est jalonné de différentes cascades, dont la plus connue est située immédiatement après le lac de rétention.
Le régime du Boréon est de type nival de transition.

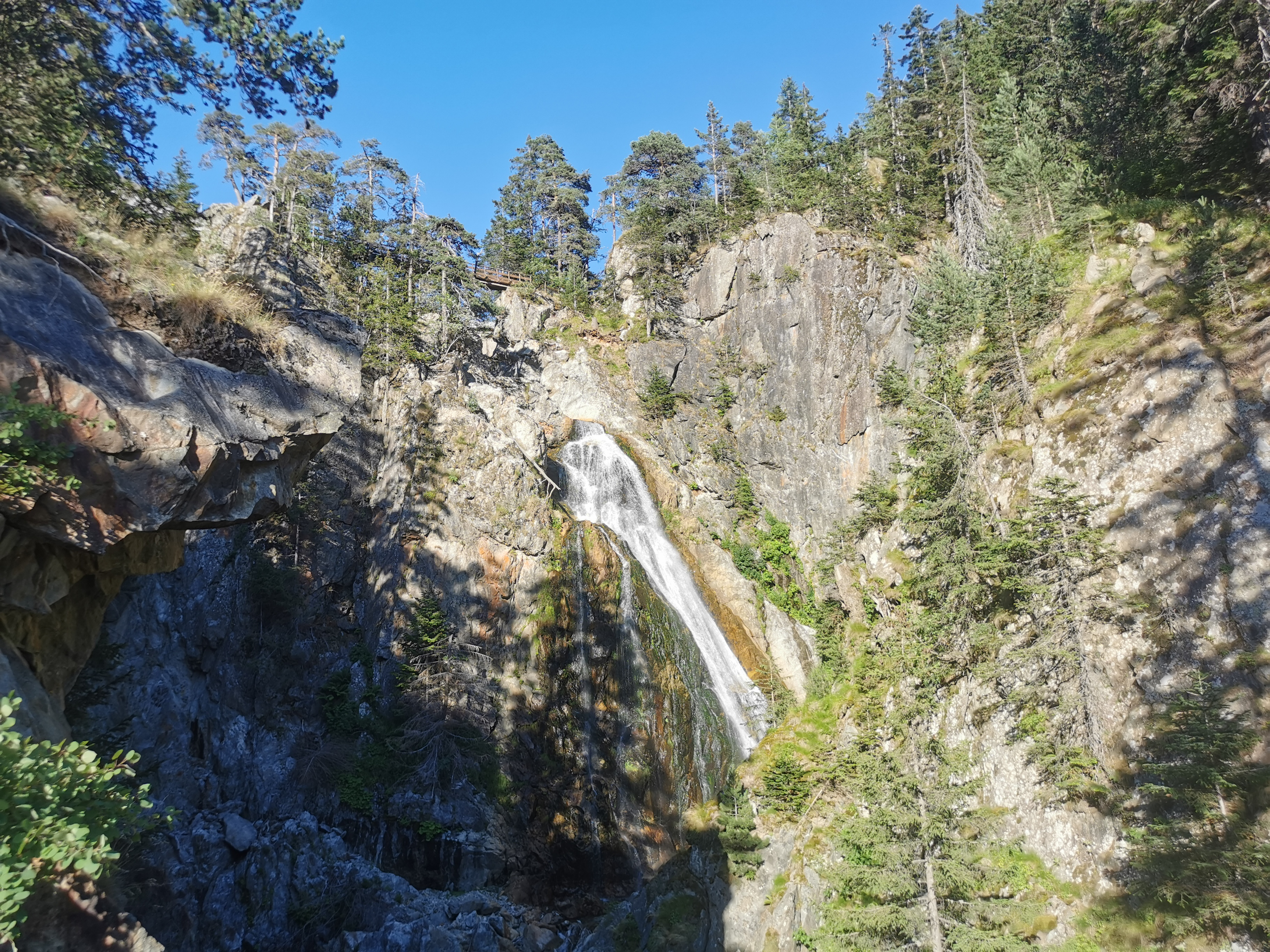
Cascade du Boréon (juillet 2022)

## Aménagement
Le barrage du Boréon, construit en 1960, alimente la centrale hydro-électrique de Saint-Martin-Vésubie. D'une longueur de 148 m et d'une hauteur de 13,5 m, il est situé à une altitude de 1 470 m et permet la retenue de 115 000 m3.

## Galerie

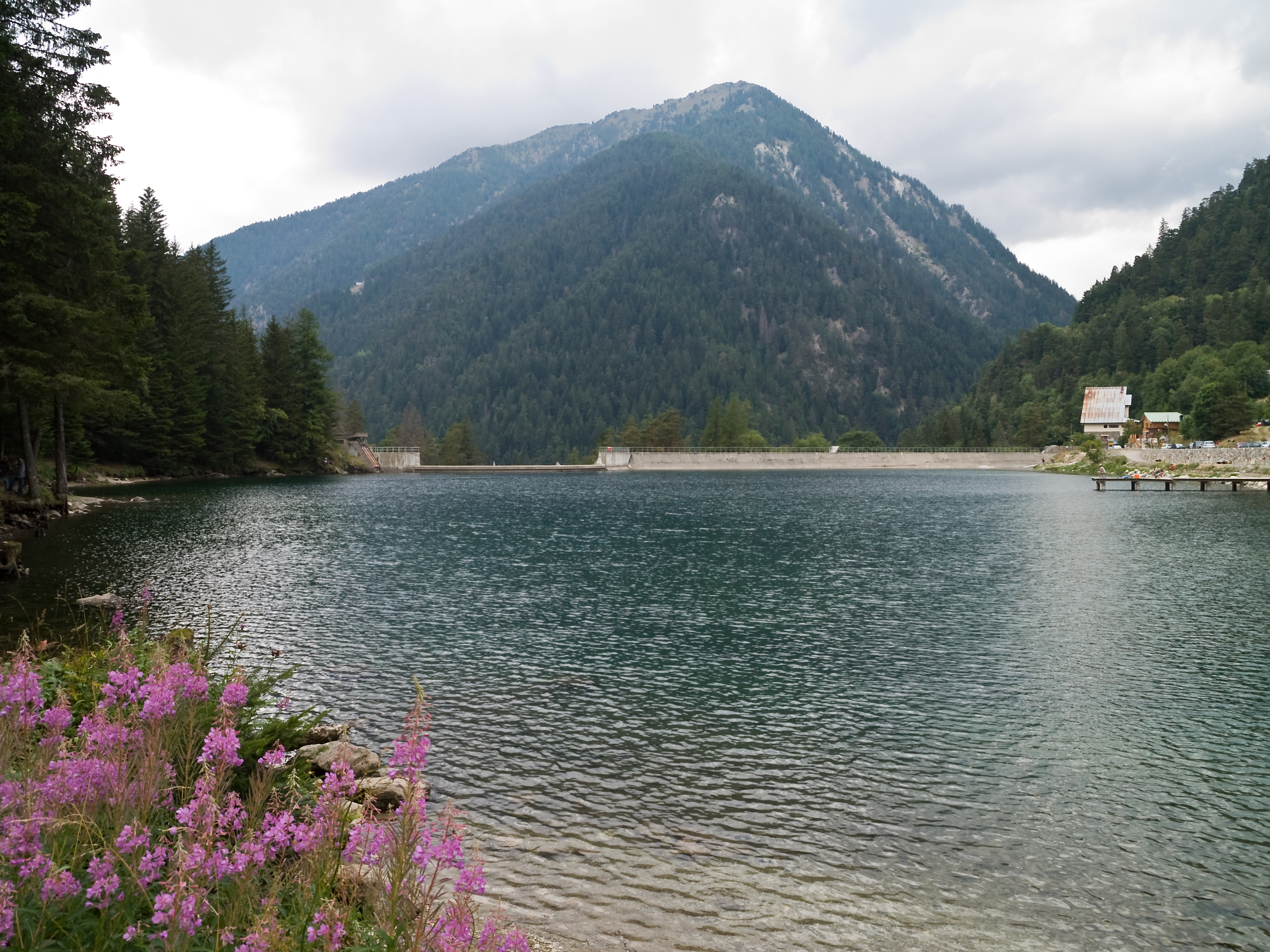
Lac du Boréon
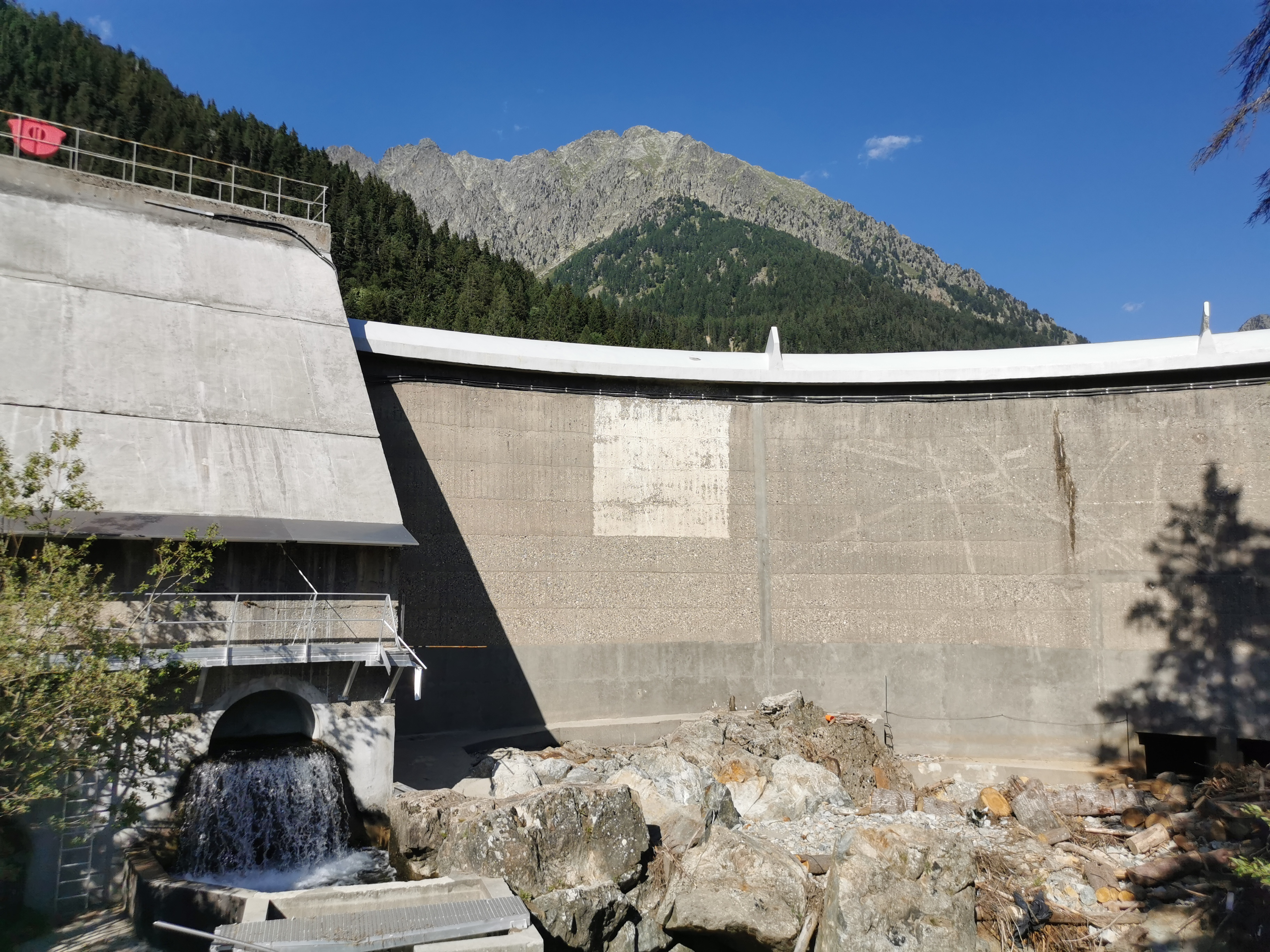
Barrage du Boréon, le 11 Août 2021.
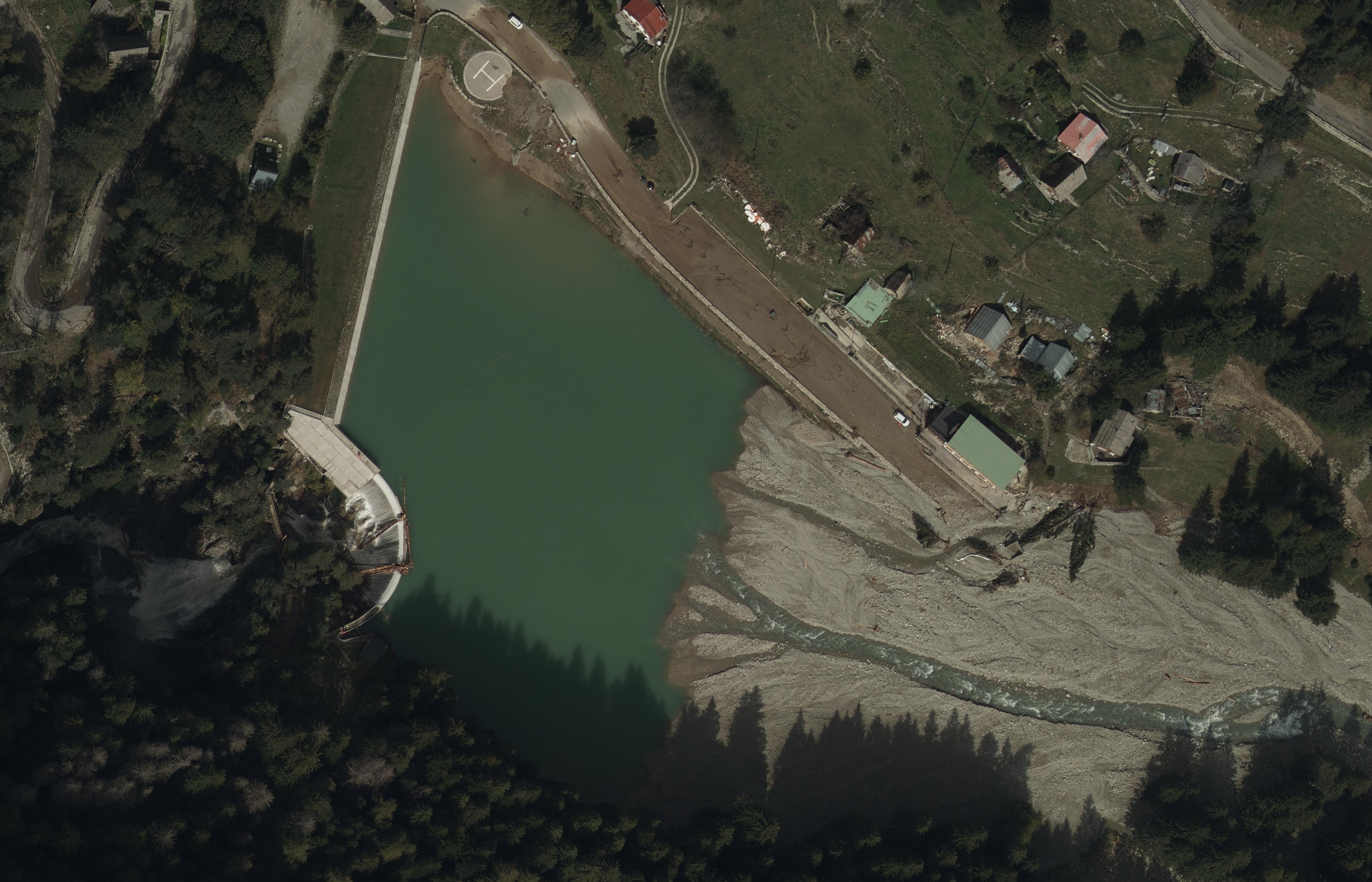
Le lac du Boréon, à la suite de la tempête Alex.